# Estadio Canadela
El Estadio Canadela es un recinto deportivo ubicado en la ciudad de Arica, en la Región de Arica y Parinacota (Chile). Es propiedad del Instituto Nacional de Deportes (IND) y utilizado por la Asociación de Trabajadores de Arica a través del Canal Deportivo Laboral de Arica (Canadela). Cuenta con capacidad para 3 000 espectadores.

## Historia
El Estadio Canadela fue construido por la Junta de Adelanto de Arica e inaugurado en 1964, junto a otros recintos deportivos emblemáticos de la ciudad como la Piscina Olímpica y el Estadio Carlos Dittborn, así como otras obras de infraestructura, como el Terminal Rodoviario Nacional y el Aeropuerto Internacional Chacalluta. Desde entonces, ha albergado las asociaciones deportivas de trabajadores en Arica y se han organizado en él varios campeonatos importantes.
El año 2013 el estadio fue completamente remodelado: se instaló una cancha de césped sintético, se renovaron las graderías y se incluyó un nuevo techado de tensoestructura de 1 600 metros cuadrados, una nueva iluminación y una pista de atletismo de tres carriles. Las obras de renovación del recinto costaron 1 300 millones de pesos y fueron financiadas por el Fondo Nacional de Desarrollo Regional. Los trabajos empezaron en enero de 2013 con la instalación de la primera piedra y la reinauguración fue en septiembre de 2013.
El año 2015 fue una de las dos sedes de la primera edición de la Copa Americana de Pueblos Indígenas junto con el Estadio Municipal de Peñalolén en Santiago.
El año 2022 el recinto pasó a ser administrado por el Instituto Nacional de Deportes (IND) por una concesión de 20 años en acuerdo con el Ministerio de Bienes Nacionales. 
Actualmente también es sede de los partidos de local de la rama femenina del club profesional San Marcos de Arica.

## Instalaciones
El estadio cuenta con una cancha de césped sintético de 99 por 60 metros, iluminación artificial, pista de atletismo de tres carriles, gradas cubiertas para 3 000 personas y marcador manual. A un costado cuenta con una multicancha y la sede de la Asociación Deportiva Local de Trabajadores de Arica.